# Ovtrup Kirke (Morsø Kommune)
 For alternative betydninger, se Ovtrup Kirke. (Se også artikler, som begynder med Ovtrup Kirke)
Ovtrup Kirke er en kirke i Ovtrup Sogn i Morsø Kommune. Kirken ligger højt med vid udsigt over Dragstrup Vig og Thy.
Dens kor og skib er i romansk stil fra 12-tallet. Tårnet er tilføjet i den sene Middelalder. I 1870 er våbenhuset kommet til.
I en gård ved siden af kirken er Morsø Traktormuseum blev indrettet.